# Bertie Mee
Bertie Mee, född 25 december 1918 i Bulwell, Nottinghamshire, död 22 oktober 2001, var en engelsk fotbollstränare och -spelare.
Mee hade en kort karriär som ytter i Derby County innan han tvingades lägga skorna på hyllan efter en skada. Han gick med i brittiska armén, där han utbildade sig till fysioterapeut. Han kom att jobba som fysioterapeut i flera klubbar, innan han kom till Arsenal 1960.
Efter att Billy Wright fick sparken 1966, fick Mee överraskande ta över jobbet som manager. Mee bad om en klausul i kontraktet som sa att han skulle få återvända till jobbet som fysioterapeut om han inte skulle lyckas som manager.
Arsenal hade inte vunnit en titel sedan 1953, men under Mees ledning kom man att fira stora triumfer. Efter två raka finalförluster i Ligacupen 1968 och 1969, vann Arsenal Mässcupen 1970 efter seger över Anderlecht. Säsongen 1970/71 tog Mees lag hem dubbeln. Ligasegern säkrades i sista omgången efter att man besegrat Tottenham med 1–0, och fem dagar senare slog man Liverpool i FA-cupfinalen med 2–1 efter förlängning.
Efter det framgångsrika 1971 började det dock gå sämre för Mee och hans Arsenal. Man förlorade FA-cupfinalen mot Leeds United 1972 och sjönk så småningom till mitten av ligatabellen. Mee avgick som Arsenals manager 1976. Han blev senare assisterande tränare i Watford och pensionerade sig 1991.
1984 fick han Brittiska Imperieorden, OBE.